# Gezira (isola)

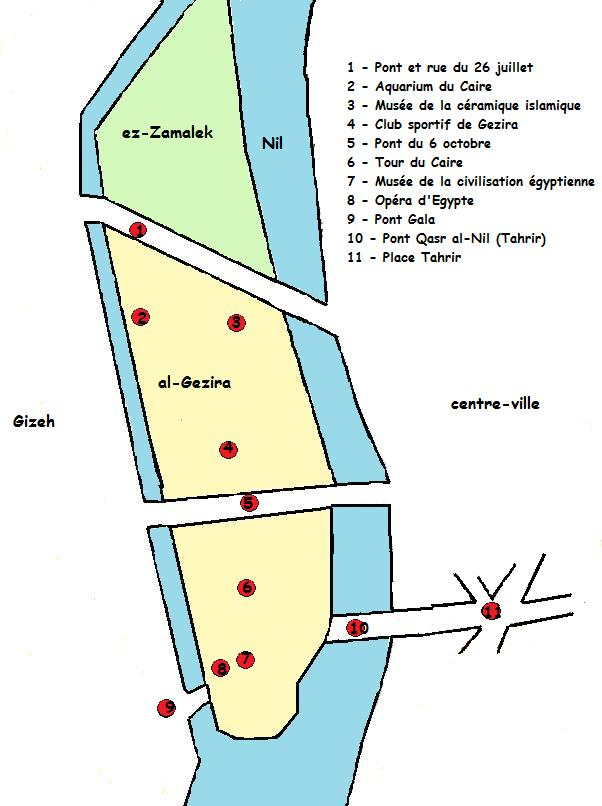
Mappa dell'isola di Gezira.

L'isola di Gezira si trova al centro di uno dei rami del delta del Nilo, nel centro del Cairo, in Egitto. La parte sud dell'isola ospita il distretto di Gezira mentre quella nord ospita il confinante Zamalek.
L'isola si trova ad ovest del centro del Cairo e piazza Tahrir, ed è collegata alla terraferma da quattro ponti, sia dal lato est che da quello ovest, e fra questi il Qasr al-Nil e il 6 Ottobre. Sotto Isma'il Pascià l'isola era chiamata "Jardin des Plantes" (Giardino delle piante), in funzione della grande collezione di piante esotiche provenienti da ogni parte del mondo.

## Architetture
- Gezira Sporting Club, (1882), il più antico club sportivo d'Egitto.[2]
- Al-Ahly Sporting Club (1907).
- Torre del Cairo (1960), la più alta costruzione in calcestruzzo d'Egitto, sita nelle vicinanze del Gezira Sporting Club.[3]
- Opera del Cairo (1988), costruita vicino alla Torre, uno dei più bei teatri del Medio Oriente.[4]
- Museo di Arte Moderna del Cairo.
- Centro culturale "El-Sawy Culture Wheel" (2003), situato nei pressi del ponte 15 Maggio a Zamalek, uno dei più importanti luoghi di interesse culturale in Egitto.[5]
- Museo della Ceramica Islamica.[6]
- Museo delle Civiltà.
- Marriot Hotel Palace.
- Palazzo Aisha Fahmi
- Belle Arti del Cairo, (1908).
- Acquario del Cairo.
- Giardino Al-Andalus.
- Giardino Al-Horreya.
- Giardino Al-Zohreya.
- Ponte 15 Maggio.
- Ponte 6 Ottobre.
- Ponte Abou al-Ela.
- Ponte Qasr al-Nil.
- Ponte al-Gala.

## Galleria d'immagini

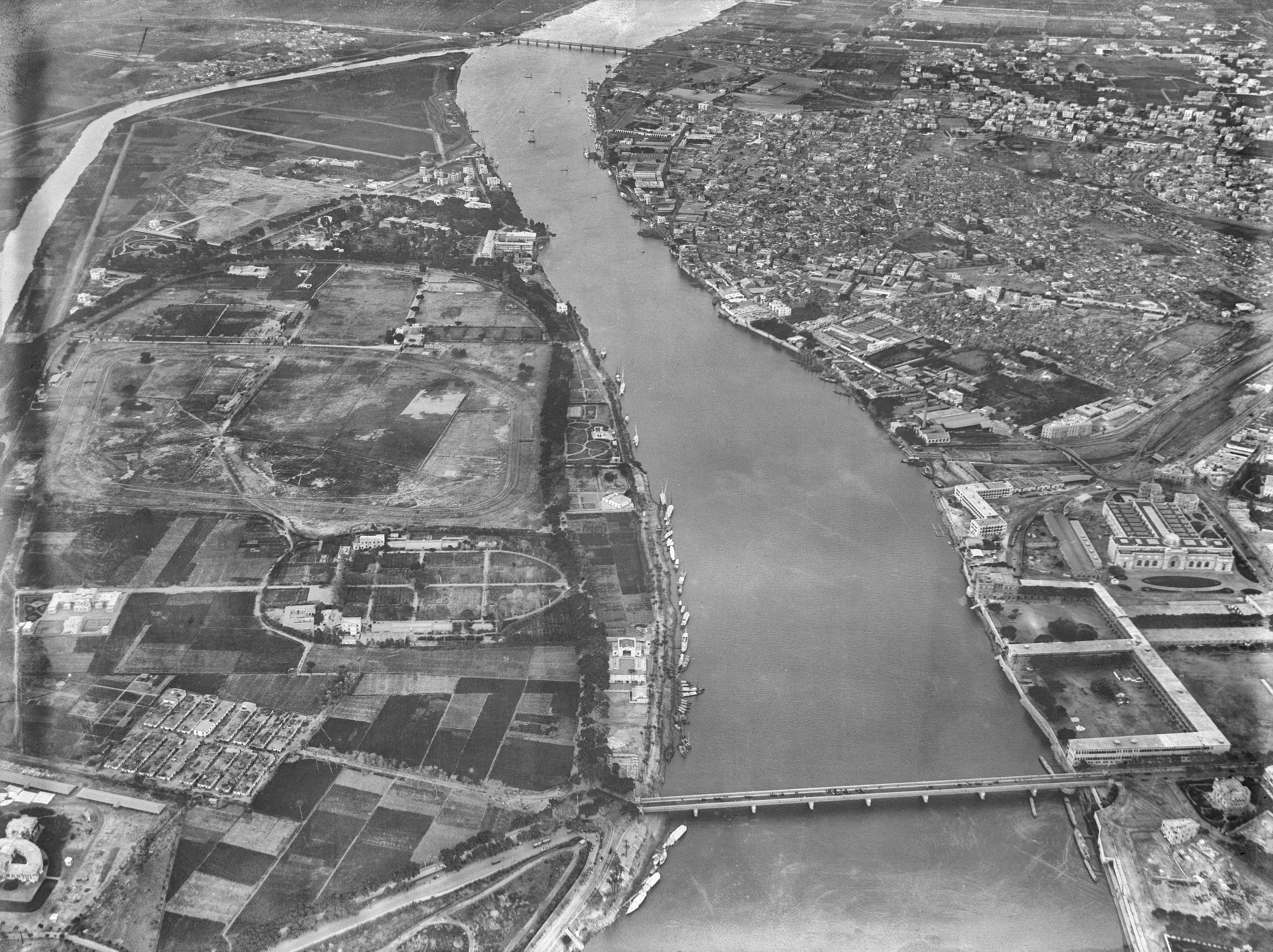
Gezira (a sinistra) 1904
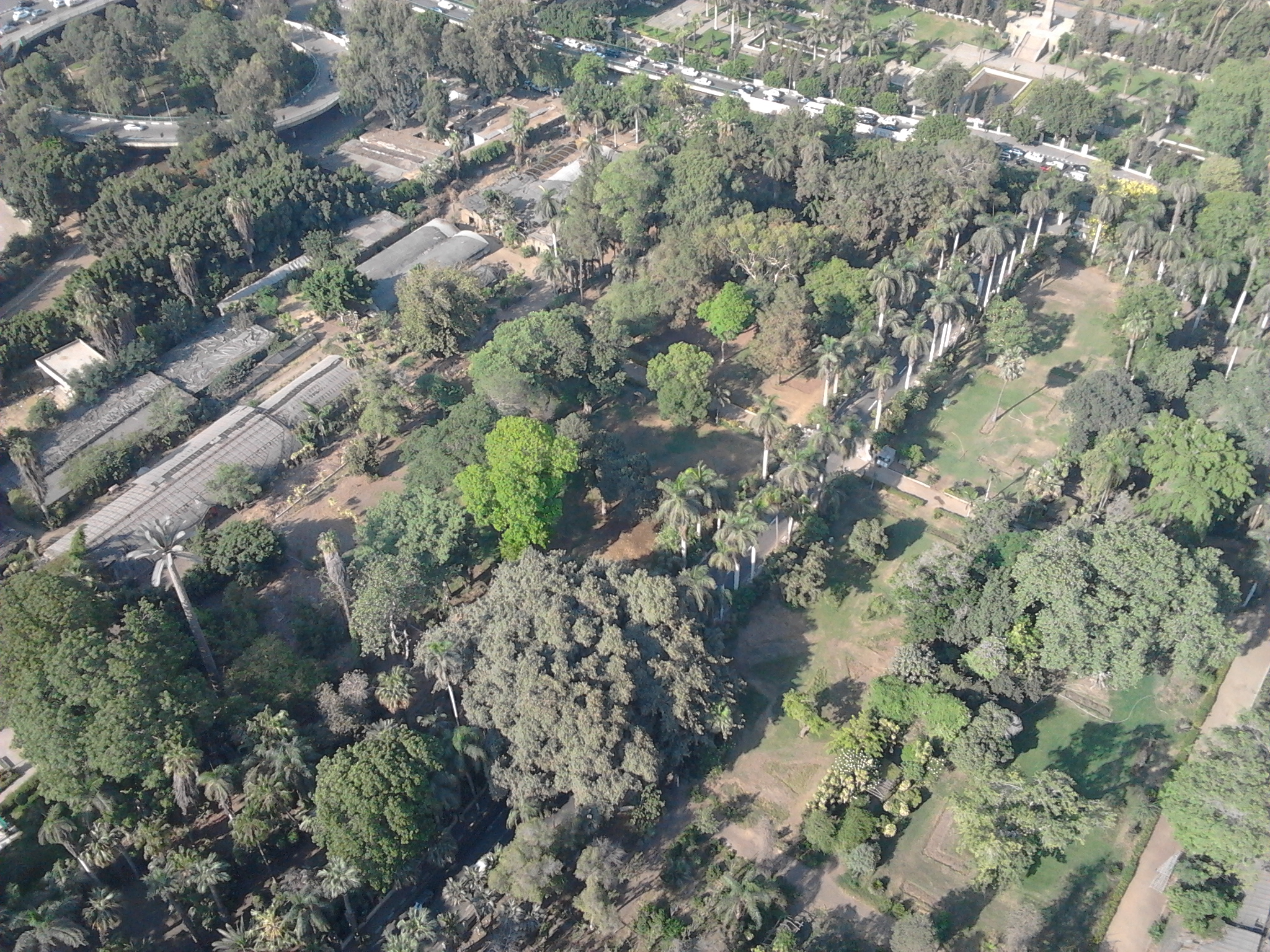
Giardini a El Gezira
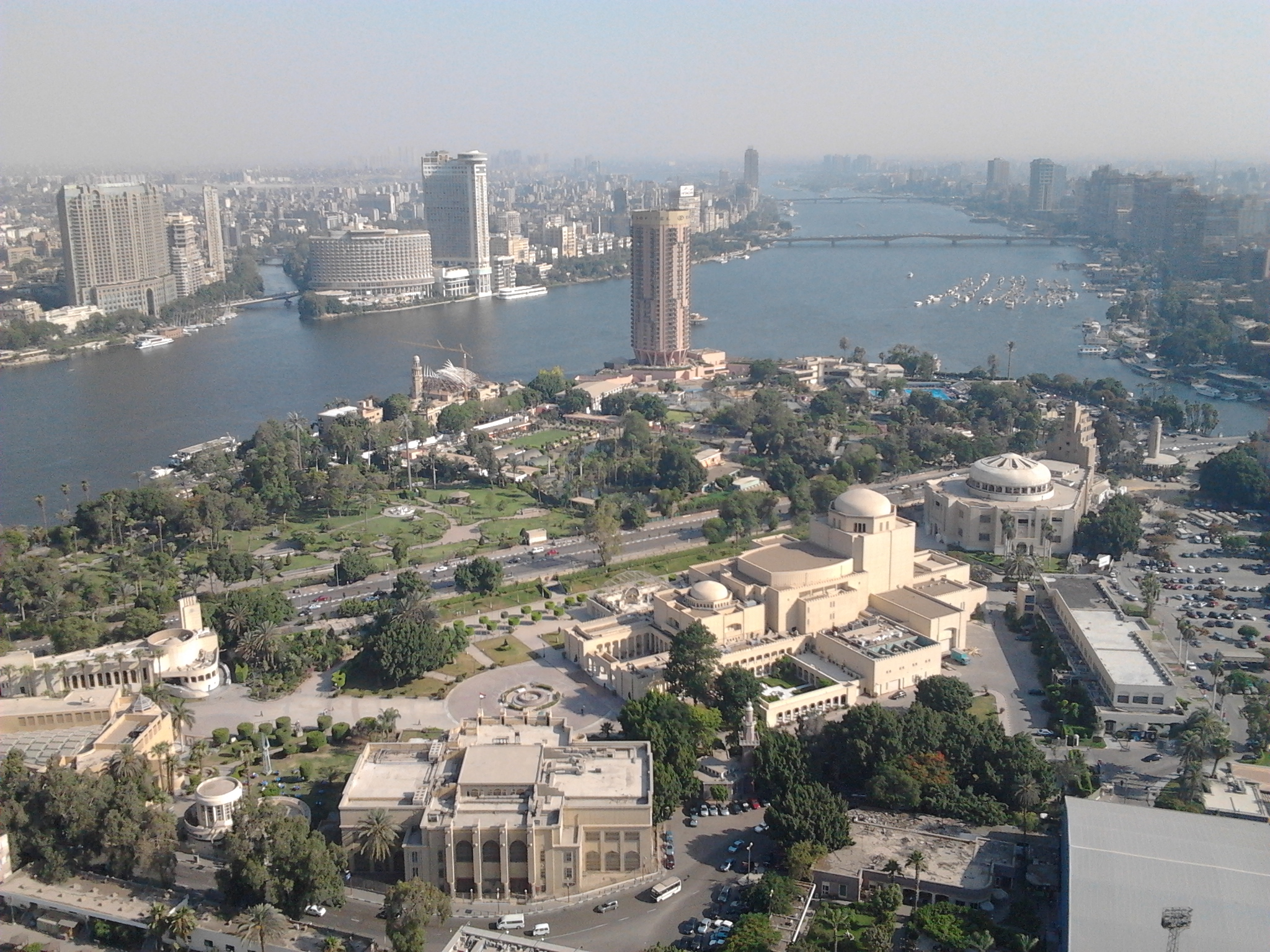
Punta sud dell'isola di Gezira
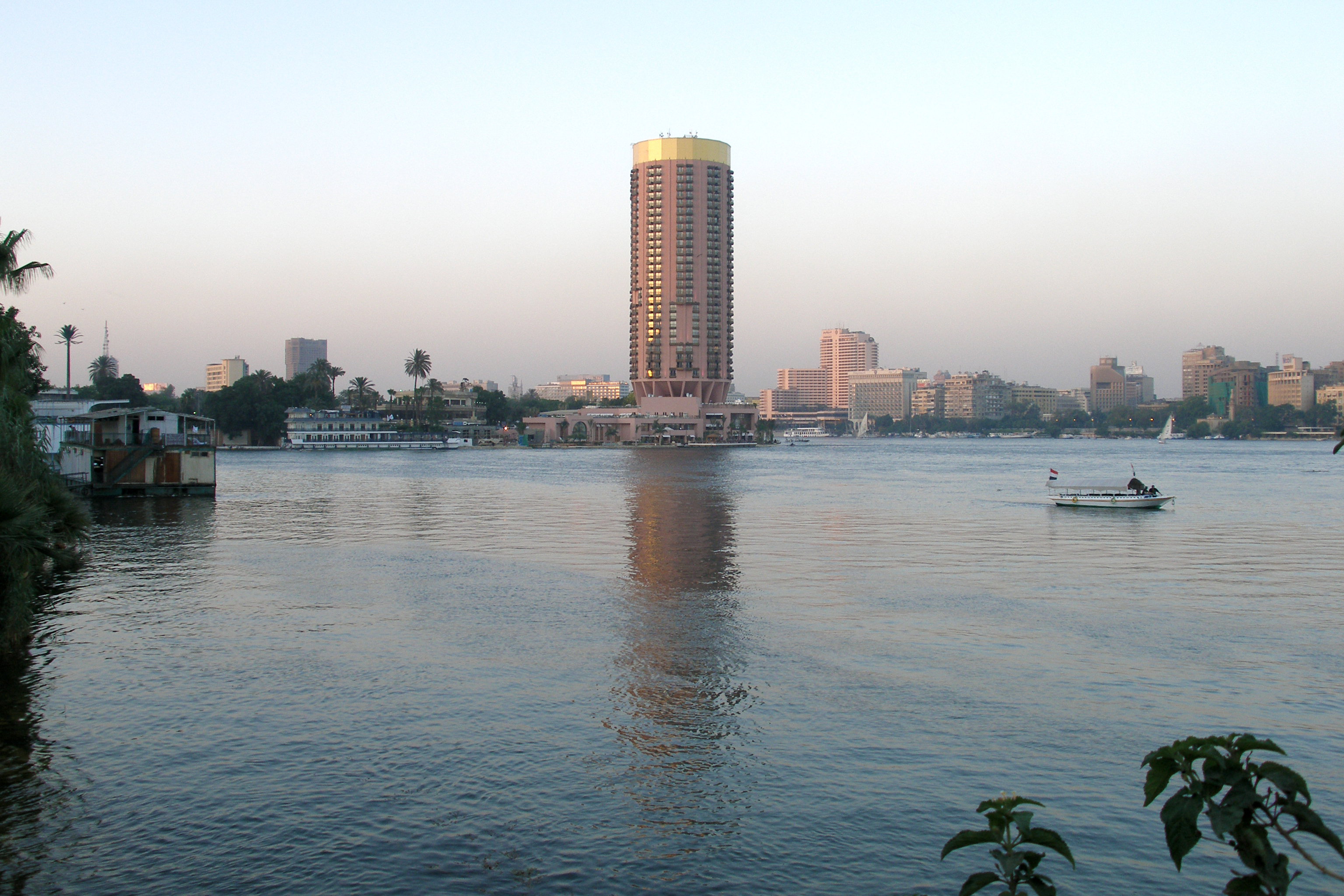